# Roberto Castrillo
Roberto Castrillo (n. 30 iunie 1941, Guanajay⁠(d), Provincia Havana⁠(d), Cuba) este un trăgător de tir ce a reprezentat Cuba, medaliat olimpic. A participat la o ediție a Jocurilor Olimpice (1980) în care a câștigat o medalie de bronz.

## Participări
Lista de mai jos prezintă principalele competiții la care a participat Roberto Castrillo de-a lungul carierei.
- shooting at the 1980 Summer Olympics – mixed skeet[*]